# 절굿대
절굿대(Echinops setifer)는 한국·일본 등지에 분포하는 여러해살이풀이다. 둥둥방망이·개수리취라고도 한다. 줄기는 1m 정도로 굵고 원줄기가 있으며 솜 같은 털로 덮여 있다. 뿌리에서 나온 잎은 잎자루가 길고 깃모양으로 갈라지며 가장자리에 길이 2-3mm 정도의 가시가 달린 톱니가 있다. 앞면은 녹색이고, 뒷면은 흰색털로 덮여 있어 흰색이지만, 말리면 검은색이 된다. 줄기의 잎은 잎자루가 없으며 길이 15-25cm의 타원형이고 5-6쌍으로 갈라진다. 꽃은 7-8월에 파란색으로 피며 두상화가 1개씩 달린다. 꽃부리는 길이 12-13mm로서 깊게 5개로 갈라져 뒤로 젖혀지고 총포는 끝이 가시처럼 변한다. 열매는 수과로서 원통형이며 털이 빽빽이 나고, 비늘조각 같은 갓털은 흰색이며 끝부분이 가시처럼 된다. 한약명인 누로(漏蘆)는 그 뿌리를 말린 것으로, 한방에서는 치풍, 부스럼, 아랫배 아픈 데 쓴다.
(주로 전라남도 나주시에서 많이 발견된다.)